# The Bandit's Mask
 (août 2025).
Pour plus de détails, voir Fiche technique et Distribution.
The  Bandit's Mask est un film muet américain réalisé par Frank Montgomery et sorti en 1912.

## Fiche technique
- Réalisation : Frank Montgomery
- Producteur : William Selig
- Société de production : Selig Polyscope Company
- Société de distribution : General Film Company
- Pays d'origine :  États-Unis
- Dates de sortie : 
  -  États-Unis : 23 janvier 1912

## Distribution
- Tom Santschi
- Herbert Rawlinson
- Al Ernest Garcia
- Frank Richardson
- Roy Watson
- Edward H. Philbrook
- Charles Stratton
- Iva Shepard
- Elaine Davis
- Camille Astor